# 443
Évszázadok: 4. század – 5. század – 6. század
Évtizedek: 390-es évek – 400-as évek – 410-es évek – 420-as évek – 430-as évek – 440-es évek – 450-es évek – 460-as évek – 470-es évek – 480-as évek – 490-es évek
Évek: 438 – 439 – 440 – 441 –  442 – 443 – 444 – 445 – 446 – 447 – 448

## Események

### Nyugat- és Keletrómai Birodalom
- Petronius Maximust és Flavius Pateriust választják consulnak.
- A hunok ostromgépeket is használva elfoglalják Naissust és minden lakóját lemészárolják. Továbbnyomulnak a Balkánon és hamarosan elesik Serdica (Szófia), Philippopolis (Plovdiv) és Arcadiopolis (Lüleburgaz) is. Konstantinápoly falaival azonban nem boldogulnak.
- II. Theodosius keletrómai császár békét kér, Attila visszavonulásáért cserébe 6000 font (kb. 2000 kg) aranyat fizet és az évi adót megháromszorozza 2100 fontnyi aranyra (kb. 700 kg)
- A konstantinápolyi almaincidens: II. Theodosius vásárol egy rendkívül nagy almát, amit ajándékul elküld a feleségének, Aelia Eudociának. Az továbbajándékozza közös barátjuknak, Paulinusnak. Paulinus, aki nem sejti az alma eredetét, Theodosiusnak adja tovább, mint császárhoz méltó ajándékot. Theodosius megkérdezi a feleségét, hogy hová lett az ajándéka és Eudocia azt válaszolja, hogy megette, majd a császár határozott kérésére ezt esküvel is megerősíti. Theodosius a hazugságból arra következtet, hogy viszonyuk van egymással és kivégezteti Paulinust, a császárné pedig kegyvesztettként elhagyja a fővárost és Jeruzsálembe vonul vissza.
- A burgundok maradéka békét köt a rómaiakkal és a Rajna középső folyásától áttelepítik őket az Alpok és a Jura-hegység közé, a mai Genf környékére.[1]

## Fordítás
- Ez a szócikk részben vagy egészben  a(z)   443 című francia Wikipédia-szócikk ezen változatának fordításán alapul.  Az eredeti cikk szerkesztőit annak laptörténete sorolja fel. Ez a jelzés csupán a megfogalmazás eredetét és a szerzői jogokat jelzi, nem szolgál a cikkben szereplő információk forrásmegjelöléseként.